# Yannick Noah
Pour les articles homonymes, voir Yannick Noah (album) et Noah.
Yannick Noah, né le 18 mai 1960 à Sedan, est un chanteur et ancien joueur de tennis franco-camerounais.
Durant sa carrière sportive, il a notamment remporté le tournoi de Roland-Garros en 1983, ce qui lui vaut d'être, à ce jour, le seul joueur français à avoir remporté un tournoi du Grand Chelem en simple messieurs de l'ère Open. Il est aussi le joueur français le mieux classé à l'ATP (no 3 en juillet 1986) et le plus titré en simple avec 23 titres. En 1986, il est également classé no 1 en double. Il a ensuite, en tant que capitaine de l'équipe de France de Coupe Davis, mené les Français à la victoire en 1991 et en 1996. Il fait de même avec l'équipe de France de Fed Cup en 1997. Il est membre de l'International Tennis Hall of Fame depuis 2005. En septembre 2015, il reprend le poste de capitaine de l'équipe de France de Coupe Davis, succédant à Arnaud Clément, et mène l'équipe de France à la victoire finale en 2017. En décembre 2016, il succède à Amélie Mauresmo en redevenant capitaine de l'équipe de France de Fed Cup jusqu'en avril 2018.
Il entame dès 1991 une carrière de chanteur, à laquelle il se consacre à temps plein, avec succès, depuis 1998. Fils du footballeur Camerounais Zacharie Noah, il est le père du basketteur Joakim Noah.

## Biographie
| Vidéo externe |                                                                              |
|               | Yannick Noah à propos de ses débuts dans le tennis, 4 juillet 1982, 1min 47s |

Yannick Noah est né en France à Sedan le 18 mai 1960, fils de Zacharie Noah, né à Yaoundé au Cameroun (alors territoire sous mandat français) le 2 février 1937, joueur de football professionnel et vainqueur de la Coupe de France en 1961 avec l'UA Sedan-Torcy, et de Marie-Claire Noah, née Perrier (1937-1er octobre 2012), ardennaise, enseignante. Son grand-père maternel, Marcel Perrier, professeur de dessin artistique au lycée Turenne, a publié une demi-douzaine de recueils de poèmes à Sedan et son grand-père paternel, Simon Noah Bikié né en 1901, était un combattant du 1er régiment de tirailleurs du Cameroun lors de la Seconde Guerre mondiale. À son retour, il envoya son fils Zacharie étudier en France. Yannick Noah a deux sœurs, Isabelle et Nathalie épouse Proisy. Son prénom Yannick lui vient de l'amitié de son père au club de Sedan avec Roger Lemerre (sélectionneur de l'équipe de France de football lors de la victoire de la coupe d'Europe 2000) et Yannick Lebert. En effet, les trois compères s'étaient promis d'appeler leur premier fils du prénom d'un de leurs amis, ce que fait d'abord Lemerre en appelant son fils Zacharie.
Après une blessure importante, son père doit arrêter sa carrière footballistique, et la famille part s'installer à Yaoundé, capitale du Cameroun indépendant depuis le 1er janvier 1960. Zacharie sera employé de banque et Marie-Claire enseignante. C'est là que le jeune Yannick découvre le tennis dans un pays qui ne possède à l'époque que huit courts, et cela devient très vite sa passion. En 1971, il se fait remarquer par l'Américain Arthur Ashe, premier joueur noir à remporter un tournoi du Grand Chelem, en visite dans la capitale, qui lui offre sa raquette. Ashe parle de lui à Philippe Chatrier et à onze ans, Yannick Noah part suivre en France une formation de tennis intensive à Nice sous la houlette de Patrice Beust. Après un retour au Cameroun pour Noël et l'envie d'y rester, car en France il n'a que peu de nouvelles de sa famille à cause des moyens de communication de l'époque, il repart pour de bon, mais subira par la suite un grand déchirement par ce choix.
Yannick Noah est membre de l'International Tennis Hall of Fame depuis le 7 janvier 2005. Le 10 novembre de la même année, Henri Sérandour, président du Comité national olympique et sportif français lui a remis le Trophée Micheline Ostermeyer.
Son père décède en 2017. Yannick Noah assiste à la cérémonie d'enterrement, qui dure plusieurs jours, puis devient chef du village d'Etoudi, 5 000 habitants, quartier de Yaoundé,,.

### Vie privée
Yannick Noah est père de six enfants. D'un premier mariage en 1984 avec Cecilia Rodhe, ancien mannequin de l'Agence Elite et Miss Suède 78, naissent Joakim Noah en 1985 (joueur professionnel de basket), et Yéléna Noah en 1986, mannequin et créatrice de bijoux, qui épouse en 2013 Kadu de Rosa, avec qui elle a un enfant en 2017. Il vit en Suisse de 1991 à 1993. Après un divorce, il se remarie en 1995 avec le mannequin Heather Stewart-Whyte, dont il a deux filles : Eleejah née le 1er mars 1996 et Jenaye née le 23 octobre 1997, mannequin. Ils divorcent en 1999,. En 2003, Yannick Noah partage sa vie avec Isabelle Camus (fille du producteur Jean-Claude Camus), elle-même productrice de l'adaptation française de la série canadienne Un gars, une fille. Le couple a un fils, Joalukas, né en 2004. De retour en France, il vit avec sa famille à Feucherolles, puis rejoint New York en 2008 où il savoure son anonymat et se rapproche de sa famille. Ils se séparent à l'été 2020. En 2024, il devient père pour la sixième fois avec sa compagne, Malika. 
Le 15 juillet 1996, le fisc considère que Yannick Noah a davantage séjourné en France qu'en Suisse entre 1993 et 1994 et lui notifie un redressement fiscal d'environ un million d'euros. Ce redressement est contesté par le joueur auprès du tribunal administratif de Paris, qui confirme la décision en 2009 et le fait qu'il possédait au moins trois comptes non-déclarés en Suisse, aux États-Unis, aux Pays-Bas. Le tribunal lui accorde cependant une réduction fiscale d'environ 50 % et l’exonère de pénalité pour « bonne foi ». Yannick Noah, en attente d'une décision en appel, a également invoqué une question prioritaire de constitutionnalité, mais a été débouté par le Conseil constitutionnel en 2011,. Son actualité fiscale est évoquée lors de la campagne présidentielle française de 2012 (déclenchant par là-même quelques poursuites pour diffamation), mais il dément être un exilé fiscal.
En 2017, le Conseil d'État déboute définitivement le chanteur. Néanmoins, Yannick Noah n'a finalement pas dû payer les pénalités (+ 40 %) que l'administration fiscale inflige aux contribuables faisant preuve de mauvaise foi.

## Carrière sportive

### Des débuts au sacre de Roland-Garros en 1983
Joueur athlétique et spectaculaire, le jeune Yannick Noah, après avoir remporté le championnat de France cadets en septembre 1975, atteint en 1976 les demi-finales de l'Orange Bowl cadet. En 1977, il s'incline en finale de l'Orange Bowl junior contre celui qui deviendra, dès les catégories jeunes, son grand rival Ivan Lendl. Il perd en huitièmes de finale de Wimbledon junior contre Van Winitsky, futur vainqueur du tournoi. Il remporte cette même année les Internationaux d'Italie juniors. Il gagne ses premiers points ATP en remportant le masters du circuit italienet fait ainsi son entrée au classement mondial au printemps 1977.
Il se lance ensuite dans une carrière professionnelle en 1978, année de son service militaire au bataillon de Joinville, se produisant gracieusement en exhibition à l'EIS de Fontainebleau face à Pascal Portes. Il atteint la finale à Nice puis remporte ses premiers titres à Manille et à Calcutta, contre son compatriote Pascal Portes, et dispute aussi l'Open de Johannesburg en pleine époque d'apartheid. Beaucoup de blancs quittent la tribune à la venue du métis Noah. Seuls restent les spectateurs noirs, parqués dans un coin bondé. Il est aussi exceptionnellement admis à l'hôtel, mais un homme se tient en permanence devant sa porte.
Il joue à cette époque plusieurs tournois en double avec Arthur Ashe notamment à Wimbledon et à l'US Open en 1978.
En 1980, il est finaliste à Rome. L'année suivante, il remporte un succès important sur le plan personnel à Richmond, la ville d'Arthur Ashe.
C'est sur la terre battue de Roland-Garros qu'il obtient ses premières performances notables. Huitième de finaliste à vingt ans en 1980 (abandon sur blessure contre Jimmy Connors), il atteint les quarts de finale en 1981 (après avoir battu Guillermo Vilas il perd contre Víctor Pecci) puis en 1982 (contre Vilas).
Cette même année 1982, il entre pour la première fois dans le Top 10 mondial en gagnant quatre titres, dont La Quinta, avec ses premières raquettes moyen-tamis, contre Lendl, mettant fin à une série de 44 victoires consécutives du champion tchèque. Il conduit également l'Équipe de France de Coupe Davis en finale contre les États-Unis, après des combats mémorables en cinq sets contre Guillermo Vilas, Ivan Lendl ou John McEnroe, lors des phases précédentes.
La finale de la Coupe Davis 1982 au Palais des Sports de Grenoble sera très instructive pour Noah : il ne cessera de penser que la France était là juste pour participer, pas pour gagner. La préparation ne fut que physique, pas mentale. Noah retrouve aussi Arthur Ashe dans des circonstances imprévues. Ashe est alors capitaine de l'équipe des États-Unis. Cette défaite reste le plus grand regret de sa carrière.
Il bat également un Borg démobilisé et en fin de carrière (à seulement 26 ans), à Monte-Carlo, qu'il a entendu siffloter aux changements de côté.
Le pic de sa carrière sera l'année 1983 avec trois victoires en tournoi, dont Roland-Garros le dimanche 5 juin 1983 devant 18 000 personnes. À cette occasion, il bat Ivan Lendl en quart de finale et Mats Wilander, tenant du titre, en finale (6-2, 7-5, 7-6). La balle de match gagnée, il se précipite en larmes dans les bras de son père, Zacharie Noah.
Après un échec douloureux et décevant face à Orantes à Monte-Carlo, Noah travaille assidûment avec Patrice Hagelauer en vue de Roland-Garros, et les résultats ne se font pas attendre : finale à Lisbonne, défaite de justesse contre Wilander, victoire à Madrid et Hambourg, en battant plusieurs grands spécialistes de terre battue : Sundstrom, Higueras et Wilander. Sa préparation aura été remarquable avec un Noah très offensif, une présence à la volée qu'on peut même juger phénoménale. On dit souvent que les attaquants ne peuvent gagner Roland-Garros qu'au filet, avec un jeu porté vers l'attaque en deux ou trois coups. Ainsi, son service haut et lifté de même que sa volée ont posé des problèmes insolubles aux meilleurs spécialistes de terre battue. Mais Noah était aussi capable d'utiliser l'effet lifté en coup droit pour devenir très régulier du fond du court. Il savait déplacer ses adversaires pendant plusieurs échanges avant d'arriver au filet. Il est le seul joueur à avoir battu Lendl et Wilander à Roland-Garros. Le 5 juin 1983, jour de la finale face à Mats Wilander, le journal L'Équipe titre « 50 millions de Noah ! » et au lendemain de son succès, « Une étoile est née !».
Dans la nuit précédente, Yannick avait rêvé qu’il était battu. Quand il est rentré sur le Central, il s’est dit qu’on lui offrait une 2e chance. Noah est le dernier joueur à avoir gagné un tournoi du Grand Chelem avec une raquette en bois,.
Les hauts et les bas vont se succéder, moralement comme physiquement, avec des performances souvent inégales. Sitôt après son titre, il est suspendu trois mois pour avoir boudé la Coupe des Nations à Düsseldorf. À l'US Open, pour son retour, il bat le jeune Aaron Krickstein contre lequel il réussit son légendaire coup entre les jambes qui enchante le public américain, avant de perdre en quart de finale, 7-5 au cinquième set contre un autre prodige, élève de Bollettieri, Jimmy Arias. Quelques jours plus tard, en demi-finale de Coupe Davis sur le gazon de Sydney, il bat brillamment un autre jeune espoir, Pat Cash. En revanche, ses défaites en double comme en simple contre le déterminé John Fitzgerald condamnent l'équipe de France.

### De 1984 à sa fin de carrière
Son année 1984 est gâchée par une pubalgie, malgré une victoire en tournoi du Grand Chelem, mais en double, avec Henri Leconte à Roland-Garros. En simple, il doit s'incliner face à Wilander en cinq sets, visiblement marqué par une pression qu'il n'a pas su gérer, ayant son titre à défendre. Physiquement, il a un peu perdu de sa superbe.
Noah décide de quitter la France et de s'installer à New York avec son épouse de l'époque, Cécilia. Leurs deux enfants Joakim et Yelena naissent à New York. Il ouvre un restaurant, Guignol's, sur Varick Street dans Manhattan.
L'année 1985 commence difficilement, avec un échec contre le Paraguay en Coupe Davis, dans une ambiance particulièrement hostile, en présence du Général Stroessner.
Il aligne ensuite des échecs prématurés et inquiétants, ne gagnant que trois matchs en quatre tournois. Curieusement, il ne dispute pas le tournoi de Monte-Carlo, pourtant sur sa surface de prédilection, préférant évoluer la même semaine avec McEnroe et Connors à Chicago, où il déçoit, malgré sa victoire en double. Paradoxalement, c'est à ce moment presque inattendu qu'il gagne à Rome, juste avant Roland-Garros, alors qu'il était redescendu au-delà de la 20e place du classement, ce qui n'est pas sans rappeler la saison 1983, avec des succès sur le jeune Boris Becker et Miloslav Mečíř, récent brillant vainqueur à Hambourg.
Mais à Paris, après un match très dur et éprouvant contre José Luis Clerc, il perd face à Henri Leconte au terme de 5 sets superbes. Noah sera d'ailleurs très aigri par cette défaite. Suivant les conseils du même Patrice Hagelauer, Leconte a appliqué une méthode similaire à celle de Noah, en jouant son jeu sur terre battue, en montant à la volée de manière prééminente.
Il remonte néanmoins au classement grâce à deux autres victoires en tournoi, en battant notamment Jimmy Connors à Washington, puis un quart de finale à Flushing-Meadows, où il se verra battu par Lendl, après avoir infligé au 3e tour son ultime défaite à Vitas Gerulaitis. À New-York, on peut noter l'échec amer de la finale en double. Associé à Leconte, ils s'inclinent contre Flach - Seguso, à la suite visiblement d'une erreur d'arbitrage, une balle ayant apparemment effleuré Flach avant de sortir sur une balle de deux manches à une pour les Français, mais le joueur n'a rien dit et l'arbitre n'a rien vu…
Toujours en 1985, il passe complètement à côté du match de barrage contre la Yougoslavie à Belgrade, il perd nettement ses deux matchs et la France se retrouve en seconde division. À nouveau l'échec sera très instructif et il déclarera : « j'avais mal au genou, je n'aimais pas l'ambiance dans l'équipe, jamais je n'aurais dû jouer, et comme j'ai de l'influence sur le groupe, tout le monde coule. À l'époque, nous les joueurs, on faisait ce qu'on voulait, on était arrivé au dernier moment et on avait fait n'importe quoi ». À nouveau, comme en 1982 et la finale à Grenoble, on sent un manque de professionnalisme et de rigueur dans la préparation.
Changement d'attitude, de concentration et de décor lors de la finale de la Coupe Davis, gagnée en 1991 à Lyon. Là, le groupe France sera cimenté, motivé et uni autour du capitaine, préparé pour gagner, sans égo, arrière-pensées ou dissension.
Certains pensent qu'à partir de 1985, le jeu de Noah, notamment en revers, ne sera plus vraiment adapté à l'entrée du tennis dans l'ère contemporaine super-professionnelle et surpuissante. Au début des années 1980, les nouveaux matériels (raquette en carbone, moyen-tamis), les entraîneurs, les préparations intenses avec préparateur physique font leur apparition ainsi que les avalanches d'« aces », et vont s'intensifier ; il semble que ceci porte petit à petit de rudes coups à certains joueurs tels McEnroe ou Noah, au profit des jeunes joueurs surpuissants (Becker, Lendl, Cash, Sampras, Agassi).
C'est néanmoins en 1986 qu'il obtient ses meilleurs classements, premier en double et troisième en simple en juillet, grâce à deux finales à La Quinta et à Monte-Carlo (défaites à chaque fois face à Joakim Nyström), une demi-finale à Rome et une victoire à Forest Hills avec des victoires brillantes en deux sets sur Vilas et Lendl. À Rome Lendl prend sa revanche, les deux joueurs ont d'ailleurs une sévère explication au filet, Noah reprochant agressivement à Lendl de lui avoir volontairement tiré une balle dessus. Lendl s'imposera finalement au tie-break du dernier set dans une ambiance tendue.
Ainsi, cette année-là, il fait partie des favoris à Roland-Garros mais il doit déclarer forfait avant les huitièmes de finale en raison d'une blessure au tendon. De son propre aveu, 1986 est la seule autre année, où il se sentait prêt à remporter de nouveau Roland-Garros. Mentalement très préparé, il remporte « trois matchs sur une jambe » avant de devoir déclarer forfait en huitième. « J'aurais du jouer Lendl en quart (N.D.L.R. en fait en demi-finales), je le bouffais » — interview Canal+ - juillet 2008.

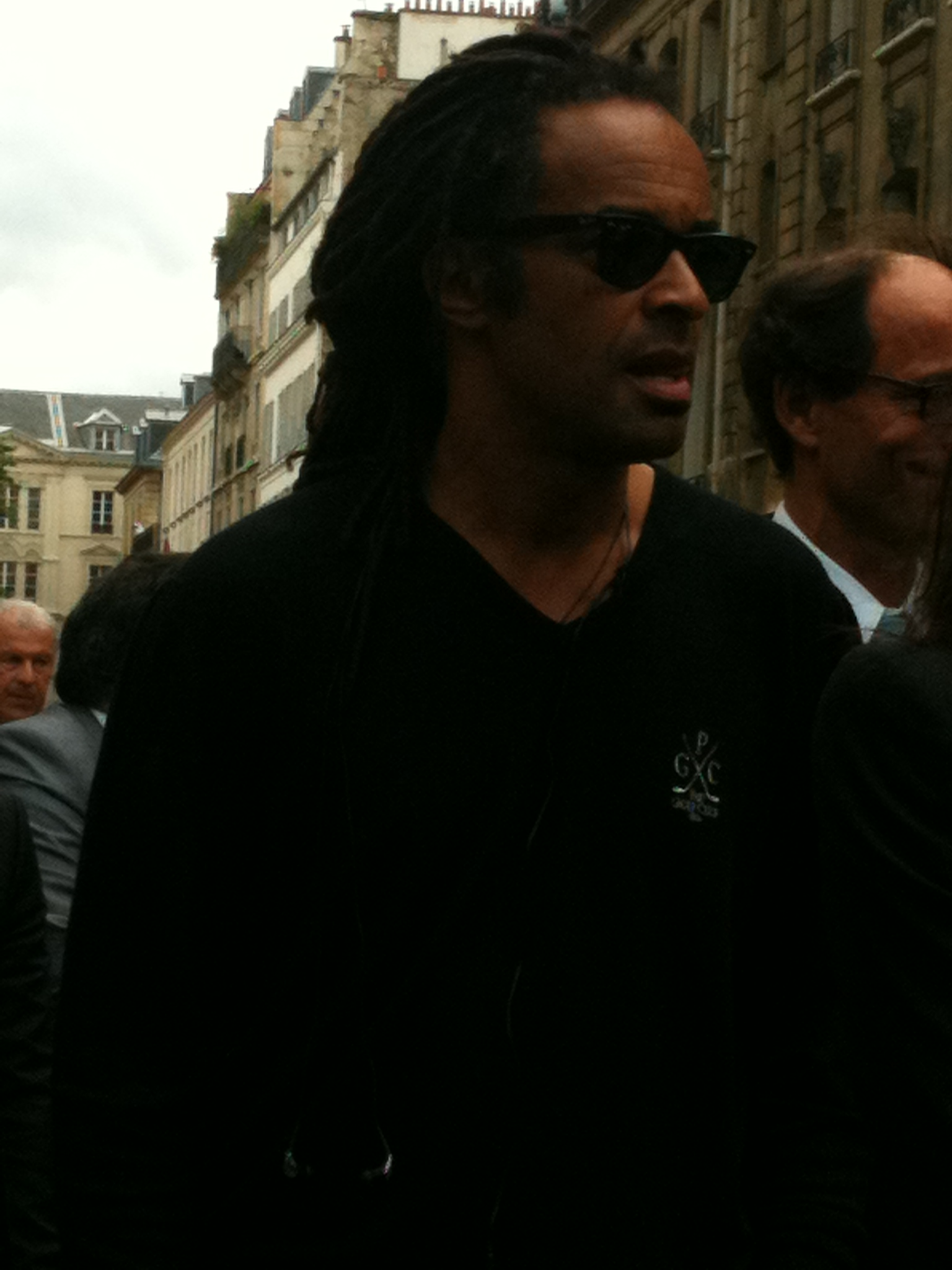
Yannick Noah en 2012.

Le 7 juillet 1986, il devient numéro 3 mondial, ce qui reste à ce jour le meilleur classement ATP pour un joueur français. À l'issue de la saison 1986, il reçoit le Prix de la sportivité.
Les années suivantes, il ne brille plus qu'épisodiquement en Grand Chelem (quart de finale à Roland-Garros en 1987, battu par Mats Wilander) mais remporte quelques victoires de prestige comme contre Kent Carlsson à Roland-Garros, ainsi qu'au premier Open de Lyon organisé par Gilles Moretton, en battant Nystrom. Sa motivation semble s'être quelque peu amoindrie, ce qui paraît logique puisqu'il venait de fonder une famille, et ses responsabilités n'étaient plus les mêmes. Noah dira même un jour : « Je me suis rendu compte que j'avais tout sacrifié au tennis : mon enfance, ma famille. J'avais mis ma vie au service du tennis, alors qu'aujourd'hui je mets le tennis au service de ma vie et j'ai enfin trouvé l'équilibre ». Entre 1987 et 1989, il parvient trois fois consécutivement en demi-finale à Key Biscayne, années où le tournoi se déroule sous la même forme qu'un tournoi du Grand-Chelem.
Pour tenter d'enrayer le déclin amorcé, Noah décide de se séparer de son entraîneur de toujours, Patrice Hagelauer, pour travailler avec l'ancien joueur américain Dennis Ralston, ex-entraîneur d'Arthur Ashe. Cet entraîneur aux méthodes très modernes, telles que l'ordinateur qui retranscrit tous les coups d'un match, lui permet d'atteindre les quarts de finale à Flushing-Meadows en 1989 (battu par Boris Becker) et de réaliser un très bon début d'année 1990.
En janvier 1990, il joue aussi la Hopman Cup avec Isabelle Demongeot, ce sera la deuxième et dernière fois avec Roland Garros 1978 qu'il jouera en double mixte. À la suite d'un travail acharné, il gagne à Sydney après avoir battu Ivan Lendl, et ne s'arrête qu'en demi-finale à l'Open d'Australie en évitant plusieurs têtes de séries de sa partie de tableau (Bruguera, Mayotte et McEnroe), tournoi au cours duquel il bat le jeune prometteur Pete Sampras avant de perdre contre Lendl à la suite d'un ennui personnel.
Yannick Noah enchaîne alors les défaites au premier tour. Il arrête sa carrière de joueur en 1991 (473 victoires pour 208 défaites) avant d'effectuer en 1995 et 1996 un retour éclair sur les courts, dernier match en simple en février à Marseille face à Guy Forget et en double à Roland Garros avec Henri Leconte pour son ultime match sur le circuit.

### Capitaine de l'équipe de France
Yannick Noah se reconvertit alors en capitaine de l'Équipe de France de Coupe Davis. Les résultats ne se font pas attendre. La France, qui n'avait pas gagné depuis 59 ans, remporte le trophée en 1991. En finale à Lyon, il réussit à transcender Guy Forget et Henri Leconte qui prennent le dessus sur les États-Unis de Pete Sampras, Andre Agassi, Ken Flach et Robert Seguso. La finale s'est terminée dans une ambiance électrique à laquelle les juges de tennis ont eu du mal à faire face, demandant le silence sans trop de succès. L'équipe de France a fini en dansant la Saga Africa sur le court, alors que le public lançait des « ola ».
Il récidive en 1996 avec d'autres joueurs, Cédric Pioline, Guillaume Raoux, Guy Forget et Arnaud Boetsch, ce dernier donnant la victoire à la France après un match héroïque en finale contre le Suédois Nicklas Kulti (trois balles de match sauvées).
Cette même année 1996, il joue aussi un rôle auprès des footballeurs professionnels du Paris-Saint-Germain en tant que préparateur mental. Il est en effet appelé en renfort pour motiver cette équipe, qui finalement remportera la Coupe d'Europe des vainqueurs de coupe.
Enfin, lors de la Fed Cup 1997, Noah connaît également le succès dans le tennis féminin puisqu'il mène les filles de l’équipe de France (constituée de Mary Pierce, Sandrine Testud, Nathalie Tauziat et Alexandra Fusai) à la victoire en Fed Cup, la première remportée par la France.
En 2000, il remporte le Trophée des Légendes catégorie moins de 50 ans à Roland-Garros avec Guy Forget, puis en 2005 dans la catégorie des plus de 45 ans avec John McEnroe.
En 2015 à Roland-Garros, il officialise sa collaboration avec Lucas Pouille, qu'il conseille en fait depuis déjà plusieurs mois. La Fédération Française de Tennis annonce le 21 septembre 2015 qu'elle a décidé de nommer à nouveau Yannick Noah capitaine de l'équipe de France de Coupe Davis, dix-sept ans après son dernier mandat à ce poste. Il succède ainsi à Arnaud Clément.
En mars 2016, il commande l'équipe de France lors d'une rencontre organisée en Guadeloupe. Le 7 décembre 2016, il succède à Amélie Mauresmo en tant que capitaine de l'équipe de France de Fed Cup.
Le 26 novembre 2017, il mène l'équipe de France de Coupe Davis à la victoire finale face à la Belgique.
Le 22 avril 2018, il met un terme à sa collaboration avec les féminines après la défaite en demi-finale de Fed Cup face aux États-Unis.
Le 14 décembre 2023, il est nommé capitaine de l'équipe de France masculine de tennis-fauteuil en vue des Jeux Paralympiques de Paris 2024.

## Carrière musicale

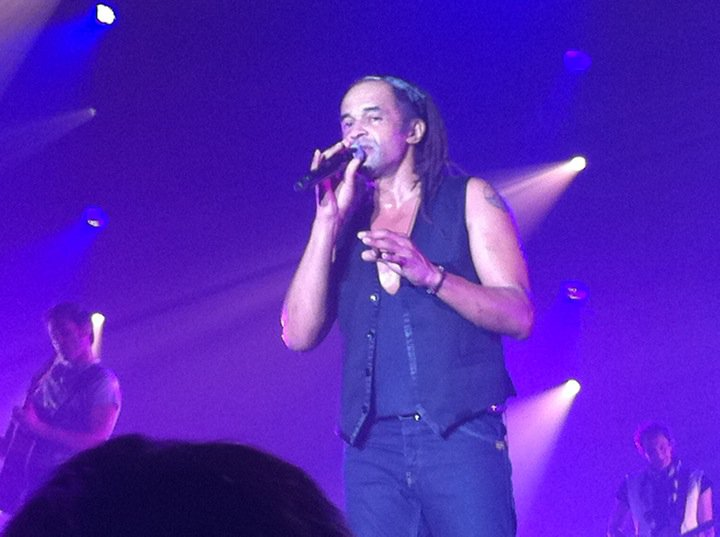
Yannick Noah à Rennes en 2011.

Parallèlement à sa carrière tennistique, il se tourne dès 1990 vers sa seconde passion : la musique. Sa première chanson, Saga Africa, issue de l'album Black & What, devient le tube de l'été 1991, celui-ci bénéficiant de la médiatisation de son interprétation lors de la victoire de la France en Coupe Davis après 59 ans d'attente. Noah, fraîchement retraité de sa carrière de joueur l'année précédente, en était alors le capitaine. Vient ensuite l'album Urban Tribu en 1993 avec le succès de Get On Back, puis l'album Zam Zam en 1998. Il multiplie les expériences et les enregistrements mais rencontre pendant longtemps un succès très modeste. Sous l'impulsion de son manager Jean-Pierre Weiller, sa carrière prend un grand tournant en 2000 avec son quatrième album Yannick Noah, écrit par Erick Benzi et Robert Goldman, le succès est au rendez-vous avec le titre Simon Papa Tara.
Les tournées s’enchaînent alors. Outre des compositions originales, Yannick reprend, sur disque comme sur scène, des chansons de Bob Marley et de ses amis de Téléphone. En 2003, l'album Pokhara remporte un vif succès avec un duo Métisse(s) avec Disiz la Peste . En 2006, son album Charango se vend à plus de 1 150 000 exemplaires et l'amène à préparer une tournée d'un an. La chanson Aux arbres citoyens, touchant un grand nombre de personnes, est souvent utilisée dans les écoles ou reprise pour des lipdubs. La même année, il est parrain de la saison 6 de Star Academy aux côtés de Lionel Richie.
En 2010, Yannick fait son retour sur la scène musicale et sort son 8e album Frontières, avec notamment le single Angela, en hommage à Angela Davis, ou encore Hello, en duo avec Asa. Le 25 septembre 2010, il peine à remplir le Stade de France pour un concert exceptionnel. Manquent à l'appel 24 000 spectateurs. Les places sont soldées et le pari cependant réussi.
Yannick Noah connaît depuis une désaffection de ses fans. En 2013, il descend dans le classement des personnalités préférées des Français, passant à la 23e place. En 2014, plusieurs dates sont annulées, à Rennes, Lyon et Lille notamment, faute de spectateurs.
Après une pause de 2015 à 2018 pour se consacrer au capitanat de l'équipe de France de Coupe Davis et de Fed Cup, Yannick Noah revient en 2019 avec un nouvel album intitulé Bonheur Indigo dont le premier extrait Viens est écrit par le groupe Boulevard des Airs.
Autre facette de ses passions musicales, il intervient également dans un film documentaire biographique consacré à un de ses amis, Manu Dibango, et sorti en 2021, Tonton Manu.

## Discographie

### Albums
- 1991 : Black & What !
- 1993 : Urban Tribu
- 1998 : Zam Zam
- 2000 : Yannick Noah
- 2003 : Pokhara
- 2005 : Métisse(s)
- 2006 : Charango
- 2010 : Frontières
- 2012 : Hommage
- 2014 : Combats ordinaires
- 2019 : Bonheur Indigo
- 2022 : La Marfée

### Singles
- 1991 : Saga Africa (Ambiance Secousse)
- 1991 : Don't stay (far away baby)
- 1993 : Get on back
- 1993 : Woman of the sun
- 1997 : Oh rêve
- 2000 : Simon Papa Tara
- 2001 : La Voix des sages (No More Fighting)
- 2002 : Les lionnes
- 2002 : Jamafrica
- 2003 : Si tu savais
- 2004 : Ose
- 2004 : Mon eldorado (du soleil)
- 2005 :Take your time (feat. Jimmy Cliff)
- 2006 : Métisse(s) (feat. Disiz)
- 2006 :  Donne-moi une vie
- 2007 : Aux arbres citoyens
- 2007 : Destination ailleurs
- 2007 : Là
- 2010 : Angela
- 2010 : Ça me regarde
- 2011 : Hello (avec Aṣa)
- 2011 : Frontières
- 2011 : De planète en planète (Générique de la série animée du Petit Prince)
- 2012 : Redemption Song
- 2014 : Ma colère
- 2014 : Le même sang
- 2014 : On court
- 2019 : Viens (écrit par le groupe Boulevard des Airs)
- 2019 :Todo esta bien
- 2020 : Baraka
- 2020 : Encore temps
- 2022 : Back to africa
- 2022 : Hey sisters
- 2022 : La vie c'est maintenant
- 2023 : Un pas de côté

## Parcours dans les tournois duGrand Chelem

### En simple
| Année | Open d'Australie | Open d'Australie | Internationaux de France | Internationaux de France | Wimbledon       | Wimbledon   | US Open         | US Open     | Open d'Australie | Open d'Australie |
| ----- | ---------------- | ---------------- | ------------------------ | ------------------------ | --------------- | ----------- | --------------- | ----------- | ---------------- | ---------------- |
| 1977  | —                | —                | 1er tour (1/64)          | B. Fairlie               | Q3              | G. Reid     | —               | —           | —                | —                |
| 1978  | n.o.             | n.o.             | 3e tour (1/16)           | G. Vilas                 | 2e tour (1/32)  | T. Okker    | 1er tour (1/64) | T. Moor     | 1er tour (1/32)  | R. Case          |
| 1979  | n.o.             | n.o.             | 2e tour (1/32)           | G. Mayer                 | 3e tour (1/16)  | P. Dupré    | 1/8 de finale   | J. Kriek    | —                | —                |
| 1980  | n.o.             | n.o.             | 1/8 de finale            | J. Connors               | —               | —           | 1/8 de finale   | B. Borg     | 1er tour (1/32)  | J. Austin        |
| 1981  | n.o.             | n.o.             | 1/4 de finale            | V. Pecci                 | 1er tour (1/64) | E. Fromm    | 1/8 de finale   | B. Borg     | —                | —                |
| 1982  | n.o.             | n.o.             | 1/4 de finale            | G. Vilas                 | —               | —           | 1/8 de finale   | K. Warwick  | —                | —                |
| 1983  | n.o.             | n.o.             | Victoire                 | M. Wilander              | —               | —           | 1/4 de finale   | J. Arias    | —                | —                |
| 1984  | n.o.             | n.o.             | 1/4 de finale            | M. Wilander              | —               | —           | —               | —           | —                | —                |
| 1985  | n.o.             | n.o.             | 1/8 de finale            | H. Leconte               | 3e tour (1/16)  | V. Amritraj | 1/4 de finale   | I. Lendl    | —                | —                |
| 1986  | n.o.             | n.o.             | 1/8 de finale            | J. Kriek                 | —               | —           | 3e tour (1/16)  | T. Wilkison | n.o.             | n.o.             |
| 1987  | 1/4 de finale    | P. Cash          | 1/4 de finale            | M. Wilander              | 2e tour (1/32)  | G. Forget   | —               | —           | n.o.             | n.o.             |
| 1988  | 1/8 de finale    | M. Schapers      | 1/8 de finale            | E. Sánchez               | —               | —           | 2e tour (1/32)  | Stoltenberg | n.o.             | n.o.             |
| 1989  | 1er tour (1/64)  | Woodforde        | 1er tour (1/64)          | L. Mattar                | —               | —           | 1/4 de finale   | Bo. Becker  | n.o.             | n.o.             |
| 1990  | 1/2 finale       | I. Lendl         | 3e tour (1/16)           | Pérez-Roldán             | 1er tour (1/64) | W. Ferreira | 2e tour (1/32)  | Bo. Becker  | n.o.             | n.o.             |

N.B. : à droite du résultat se trouve le nom de l'ultime adversaire.

### En double
| Année | Open d'Australie                                                                | Open d'Australie | Internationaux de France                                                           | Internationaux de France                                                        | Wimbledon                                                                        | Wimbledon         | US Open                                                                      | US Open | Open d'Australie | Open d'Australie |
| ----- | ------------------------------------------------------------------------------- | ---------------- | ---------------------------------------------------------------------------------- | ------------------------------------------------------------------------------- | -------------------------------------------------------------------------------- | ----------------- | ---------------------------------------------------------------------------- | ------- | ---------------- | ---------------- |
| 1976  | —                                                                               | —                | 2e tour (1/16) R. Brunet \|\| style="text-align:left;" \| R. Cano B. Prajoux       | —                                                                               | —                                                                                | —                 | —                                                                            | n.o.    | n.o.             |                  |
| 1977  | —                                                                               | —                | 2e tour (1/16) C. Freyss \|\| style="text-align:left;" \| C. Dibley Edmondson      | 1er tour (1/32) Moretton \|\| style="text-align:left;" \| M. Cox C. Drysdale    | —                                                                                | —                 | —                                                                            | —       |                  |                  |
| 1978  | n.o.                                                                            | n.o.             | 2e tour (1/16) Moretton \|\| style="text-align:left;" \| Edmondson J. Marks        | 2e tour (1/16) A. Ashe \|\| style="text-align:left;" \| M. Riessen D. Stockton  | 1/8 de finale A. Ashe \|\| style="text-align:left;" \| Edmondson J. Marks        | —                 | —                                                                            |         |                  |                  |
| 1979  | n.o.                                                                            | n.o.             | 1er tour (1/32) F. Jauffret \|\| style="text-align:left;" \| J. Lloyd P. McNamara  | 1er tour (1/32) P. Portes \|\| style="text-align:left;" \| R. Drysdale R. Lewis | —                                                                                | —                 | —                                                                            | —       |                  |                  |
| 1980  | n.o.                                                                            | n.o.             | 2e tour (1/16) P. Portes \|\| style="text-align:left;" \| P. Barthes F. Jauffret   | —                                                                               | —                                                                                | —                 | —                                                                            | —       | —                |                  |
| 1981  | n.o.                                                                            | n.o.             | —                                                                                  | —                                                                               | 1er tour (1/32) P. Portes \|\| style="text-align:left;" \| G. Holroyd W. Redondo | —                 | —                                                                            | —       | —                |                  |
| 1982  | n.o.                                                                            | n.o.             | —                                                                                  | —                                                                               | —                                                                                | —                 | —                                                                            | —       | —                | —                |
| 1983  | n.o.                                                                            | n.o.             | 1er tour (1/32) H. Leconte \|\| style="text-align:left;" \| J.L. Damiani R. Ycaza  | —                                                                               | —                                                                                | —                 | —                                                                            | —       | —                |                  |
| 1984  | n.o.                                                                            | n.o.             | Victoire H. Leconte                                                                | P. Složil T. Šmíd                                                               | —                                                                                | —                 | —                                                                            | —       | —                | —                |
| 1985  | n.o.                                                                            | n.o.             | —                                                                                  | —                                                                               | 2e tour (1/16) H. Leconte \|\| style="text-align:left;" \| Evernden M. Robertson | Finale H. Leconte | K. Flach R. Seguso                                                           | —       | —                |                  |
| 1986  | n.o.                                                                            | n.o.             | —                                                                                  | —                                                                               | —                                                                                | —                 | 1/4 de finale G. Forget \|\| style="text-align:left;" \| G. Muller T. Nelson | n.o.    | n.o.             |                  |
| 1987  | —                                                                               | —                | Finale G. Forget                                                                   | A. Järryd R. Seguso                                                             | 1/4 de finale G. Forget \|\| style="text-align:left;" \| K. Flach R. Seguso      | —                 | —                                                                            | n.o.    | n.o.             |                  |
| 1988  | —                                                                               | —                | —                                                                                  | —                                                                               | —                                                                                | —                 | —                                                                            | —       | n.o.             | n.o.             |
| 1989  | —                                                                               | —                | —                                                                                  | —                                                                               | —                                                                                | —                 | —                                                                            | —       | n.o.             | n.o.             |
| 1990  | 2e tour (1/16) G. Forget \|\| style="text-align:left;" \| J. Hlasek Winogradsky | —                | —                                                                                  | —                                                                               | —                                                                                | —                 | —                                                                            | n.o.    | n.o.             |                  |
| 1991  | —                                                                               | —                | —                                                                                  | —                                                                               | —                                                                                | —                 | —                                                                            | —       | n.o.             | n.o.             |
| 1992  | —                                                                               | —                | —                                                                                  | —                                                                               | —                                                                                | —                 | —                                                                            | —       | n.o.             | n.o.             |
| 1993  | —                                                                               | —                | —                                                                                  | —                                                                               | —                                                                                | —                 | —                                                                            | —       | n.o.             | n.o.             |
| 1994  | —                                                                               | —                | —                                                                                  | —                                                                               | —                                                                                | —                 | —                                                                            | —       | n.o.             | n.o.             |
| 1995  | —                                                                               | —                | —                                                                                  | —                                                                               | —                                                                                | —                 | —                                                                            | —       | n.o.             | n.o.             |
| 1996  | —                                                                               | —                | 1er tour (1/32) H. Leconte \|\| style="text-align:left;" \| O. Delaitre J. Tarango | —                                                                               | —                                                                                | —                 | —                                                                            | n.o.    | n.o.             |                  |

N.B. : le nom du ou de la partenaire se trouve sous le résultat ; les noms des ultimes adversaires se trouvent à droite.

### En double mixte
| Année | Open d'Australie | Open d'Australie | Internationaux de France | Internationaux de France | Wimbledon                                                                             | Wimbledon | US Open | US Open | Open d'Australie | Open d'Australie |
| ----- | ---------------- | ---------------- | ------------------------ | ------------------------ | ------------------------------------------------------------------------------------- | --------- | ------- | ------- | ---------------- | ---------------- |
| 1978  | n.o.             | n.o.             | —                        | —                        | 1/4 de finale B. Simon-Glinel \|\| style="text-align:left;" \| V. Ruzici P. Dominguez | —         | —       | —       | —                |                  |

N.B. : le nom de la partenaire se trouve sous le résultat ; les noms des ultimes adversaires se trouvent à droite.

## Parcours au Masters

### En simple
| Année | Résultat                        | Perd contre                           |
| ----- | ------------------------------- | ------------------------------------- |
| 1982  | 2e tour (1/4 finale)            | Ivan Lendl                            |
| 1983  | 1er tour                        | Tomáš Šmíd                            |
| 1985  | 1er tour                        | Tim Mayotte                           |
| 1986  | Poule 7e sur 8 0 vict. / 3 déf. | Ivan Lendl Stefan Edberg Andrés Gómez |

Yannick Noah bat Vitas Gerulaitis au 1er tour en 1982 (4-6, 6-3, 6-2) et a eu 3 balles de matchs contre Stefan Edberg en 1986 (6-4, 3-6, 6-74).

### En double
| Année | Ville   | Surface         | Partenaire | Résultats | Résultat final |
| ----- | ------- | --------------- | ---------- | --------- | -------------- |
| 1986  | Londres | Moquette indoor | Guy Forget | 4v, 1d    | Finaliste      |

## Classements ATP en fin de saison
| Année          | 1976 | 1977 | 1978 | 1979 | 1980 | 1981 | 1982 | 1983 | 1984 | 1985 | 1986 | 1987 | 1988 | 1989 | 1990 | 1991 |
| Rang en simple | –    | 305  | 49   | 26   | 23   | 12   | 9    | 5    | 9    | 7    | 4    | 8    | 12   | 16   | 40   | 188  |
| Rang en double | 261  | 289  | 99   | 150  | 144  | 78   | 77   | 51   | 19   | 11   | 6    | 4    | 195  | 251  | 114  | 259  |

Source : (en) Classements de Yannick Noah sur le site officiel de la Fédération internationale de tennis

## Bilan en Coupe Davis
- Finaliste en 1982, perdue 1-4 contre les États-Unis sur terre battue à Grenoble.
- Il joue 61 matchs en Coupe Davis où il compte 39 victoires pour 22 défaites (26/15 en simple et 13/7 en double) de 1978 à 1990

## Autres victoires et performances
- 1975 : Champion de France cadets
- 1977 : Champion de France Juniors
- 1978 : Champion d'Europe juniors par équipes (Coupe Galéa) (avec Pascal Portes et Gilles Moretton) et 1979 (avec Pascal Portes et Thierry Pham) ; finaliste en 1977 (avec Christophe Roger-Vasselin, Christophe Casa et Dominique Bedel)
- 1978 : Champion de France en double (le National) (avec Dominique Bedel), 1979 et 1980 (avec Pascal Portes)
- 1979, 1980, 1981 et 1982 : Champion de France en simple (le National)

## Distinctions
- 2022 :  Chevalier de la Légion d'honneur[45],[46]
- 1979 : Médaillé de l'Académie des sports
- 1983 : Champion des champions français selon L'Équipe
- 2005 : Trophée Micheline Ostermeyer

## Engagement associatif et politique

### Actions associatives et caritatives

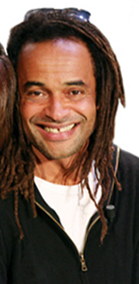
Yannick Noah pour E-Enfance en 2007.

Il s'implique toujours médiatiquement dans différentes associations caritatives : Les Enfants de la Terre que sa mère a créé en 1988 et dont il est le parrain, mais aussi Fête le Mur, association d'éducation par le tennis et d'insertion sociale dans les quartiers. Il crée l'association Fête le Mur en 1996 pour aider les jeunes des quartiers dits prioritaires se sentant délaissés après la récession du début des années 1990. L'association a pour but, de démocratiser la pratique du tennis, en proposant des tarifs d'adhésion abordables et des terrains au cœur des quartiers. Fête le Mur se sert du tennis pour fédérer les jeunes et les orienter vers des programmes d'insertion et d'éducation : insertion professionnelle, décloisonnement, ouverture à la culture, formation à l'arbitrage… En 2017, une convention de partenariat a été signée avec la fédération française de tennis, faisant de Fête le Mur l'opérateur de la FFT dans les quartiers prioritaires.
Yannick Noah parraine également l'opération l'Appel des Enfants pour l'Environnement, initiée par WWF. Enfin, il chante avec les Enfoirés pour les Restos du cœur et a été le grand parrain du Téléthon 2005. Il parraine aussi l'association Terre-des-Hommes à Massongex (Suisse). On l'aperçoit au concert des Grands Gamins, en 2008, pour Sol En Si.
Yannick Noah a été relaxé en 2016 dans une affaire l’opposant à un fan l'accusant d'avoir vendu une fausse raquette lors d’une vente aux enchères organisée par TF1 au profit de l’association Care France en 1986.
Il arrive en tête des personnalités préférées des français, selon le palmarès annuel de Ifop-Journal du dimanche 2007.
En 2012, il participe au single caritatif Je reprends ma route en faveur de l'association Les voix de l'enfant.
En novembre 2022, il participe à l'émission Aux arbres citoyens — prime-time éponyme de son tube — imaginé par Cyril Dion et diffusé sur France 2, duquel il est parrain aux côtés de Marion Cotillard. Cet soirée évènement permet de récolter 1,8 million d'euros de dons, pour la lutte contre le dérèglement climatique et le maintien de la biodiversité,.

### Politique
Au Cameroun, Yannick Noah a accepté des postes offerts par le régime de Paul Biya. Ainsi, en 2005, il rejoint l'équipe du Cameroun de football en tant que conseiller, poste honorifique, puisqu'il maintient sa résidence et ses activités hors du Cameroun. Le RDPC, parti au pouvoir depuis l'indépendance, le présente comme l'un des soutiens du régime.
Il soutient aussi la Fondation Chantal Biya (épouse du président Paul Biya) par le biais du collectif Unis pour vaincre.
Son engagement politique s'intensifie en France, marqué surtout par son hostilité à l'égard de l'UMP. Ainsi, en décembre 2005, lors d'un entretien accordé à l'hebdomadaire Paris Match, évoquant la crise des banlieues, il aurait déclaré : « une chose est sûre : si jamais Nicolas Sarkozy passe, je me casse ! » (propos non publiés dans l'hebdomadaire), mais pris au mot, il déclare dans le Parisien du 13 octobre 2006, avoir ;« dit ça sur le coup » et ajoute « en fait, je crois qu'il vaut mieux rester ». En 2007, il intègre le comité de soutien de la candidate socialiste à l'élection présidentielle, Ségolène Royal, et participe à son meeting du 1er mai au stade Charléty. Fin mai 2008, il annonce qu'il part vivre à New York pour être « proche de [s]es enfants, qui y résident », mais dément souhaiter s'éloigner de la France.
Dans un article du Monde daté du 19 novembre 2011, il estime, sans preuve, que le succès des sportifs espagnols est obtenu grâce au dopage. Il remet en cause la lutte contre le dopage voire encourage celui-ci. Cela déclenche des protestations de nombreux sportifs et personnalités politiques.
Yannick Noah se produit à la Fête de l'Humanité. Il chante certains titres porteurs de messages politiques (Aux arbres citoyens, Ose, J'ai été plan…).
Le 6 mai 2012, il se produit sur la scène installée place de la Bastille, à Paris, à la suite de la victoire de François Hollande à l'élection présidentielle, qu'il soutient pendant sa campagne.
Par ailleurs, Yannick Noah a fermement ancré sa position politique, s'attaquant ouvertement au Front national avec la sortie d'un single le 4 mars 2014, intitulé Ma colère, s'attirant les réponses des dirigeants du parti, qui dénoncent une chanson « indigente » d'un « représentant d'un vieux show-biz, d'une caste bourrée de fric qui vit très loin des réalités populaires ». En mai 2014, il perd son procès en appel contre Marine Le Pen qui l'avait qualifié entre autres « d'exilé fiscal ».
Le 22 octobre 2014, il s'insurge contre la censure des spectacles de Dieudonné, dans l'émission d'Alessandra Sublet, Un soir à la Tour Eiffel, sur France 2.

## L'homme d'affaires
Personnalité toujours classée parmi les plus populaires, Yannick Noah est un homme d'affaires avisé. Il est également resté fidèle au Coq sportif. En 2007, il est entré au conseil d’administration de l’entreprise, tandis que son fils Joakim, alors pivot des Chicago Bulls, a décroché un contrat de 6 millions de dollars pour en être l’un des modèles.
De plus, il contrôle une société au Cameroun, obtenant le soutien des autorités politiques pour la construction de 500 logements de haut standing non loin du centre-ville de Yaoundé. Le projet, dont la livraison est prévue en 2019, vise une clientèle aisée issue de la diaspora ou de la bourgeoisie locale.

## Publicité et sponsoring
Pour couronner sa victoire au tournoi du Grand Chelem en 1983, son sponsor Hitachi lui offre le premier lecteur laser portable. Déjà, vers 1977, il avait reçu un des premiers walkman du monde des mains du PDG de Sony à Tokyo. Après l'arrivée du walkman en France, concordant avec les débuts de la publicité à la télévision, l'idée d'une réclame verra même le jour avec Noah et le fameux slogan : « Ne vous étonnez pas si vous voyez Noah marcher dans la rue avec un air bizarre »…
En 2005, Yannick Noah est choisi pour représenter la marque Sloggi pour une grande campagne d'affichage. La marque l'a sollicité en raison « de la forte sympathie dont il bénéficie auprès d’un large public ». Le slogan de la campagne fut « Trop bien la vie ». Les affiches ont été placardées sur 10 000 abribus à travers toute la France. Yannick Noah aurait perçu 300 000 euros pour cette campagne,.
En 2010, Yannick Noah lance avec Bourjois - filiale du groupe Chanel - une nouvelle gamme de cosmétique écolo intitulée « Écoute ta nature by Yannick Noah ».

## Documentaires
- 1982 : The French Open[70] Documentaire en quatorze épisodes sur les championnats de tennis de Roland-Garros réalisé par William Klein.
- 2010 : Absolument Yannick Noah[71] documentaire de 52 minutes, réalisé par Shana de Lacroix et produit par Cantina TV.
- 2016 : Champions de France - Yanick Noah, série Champions de France, film-portrait raconté par Audrey Pulvar, co-réalisé par Pascal Blanchard et Rachid Bouchareb 2016, 2 minutes [voir en ligne]
- 2016 : In The French[72] documentaire de Géraldine Maillet diffusé sur France 2.
- 2021 : Roland-Garros : bâtir la légende[73]
- 2022 : Noah : Le sens de la gagne[74], documentaire de Delphine Jaudeau et Vladimir de Fontenay.
- 2023 : Avant-première en sa présence au cinéma Drugstore Champs-Élysées du film documentaire du réalisateur Benjamin Rassat "Tous les autres s'appellent Noah", 3 x 52 min, retraçant sa victoire de 1983 à travers les témoignages de tous ses adversaires cette année-là. Disponible sur la chaîne YouTube de la FFT.

## Filmographie
- 1998 : Bob[75] (court métrage) de Rémy Boudet : Jacko
- 2008 : 1 minute de pause[76],[77] (web-série) réalisé par le studio d'animation 3TOON pour Bruneau : lui-même
- 2009 : King Guillaume de Pierre-François Martin-Laval : lui-même
- 2009 : Safari d'Olivier Baroux : Sagha
- 2024 : C'est le monde à l'envers ![78],[79] de Nicolas Vanier : Bobby
- 2025 : Mort sur terre battue (téléfilm) de Denis Malleval : Vincent Beti

## Hommage
En 2023, une fresque murale, réalisée par Jay Ramier, est dévoilée lors du tournoi du Grand Chelem 2023 pour célébrer les 40 ans de sa victoire à Roland-Garros.